# Благодатне (Валківська міська громада)
Благода́тне — село в Україні, у Валківській міській громаді Богодухівського району Харківської області. Населення становить 547 осіб. До 2020 орган місцевого самоврядування — Благодатненська сільська рада.

## Географія
Село Благодатне знаходиться на початку балки Антонів Терен, по якій протікає безіменний пересихаючий струмок, один з витоків річки Чутівка, притока річки Коломак. На струмку зроблена загата. До села примикає великий садовий масив (1250 га) На відстані 1 км знаходяться села Серпневе і Конвалії.

## Історія
Засноване 1856 року як хутір Благодатний. 
12 червня 2020 року, розпорядженням Кабінету Міністрів України № 725-р «Про визначення адміністративних центрів та затвердження територій територіальних громад Харківської області», увійшло до складу Валківської міської громади.
19 липня 2020 року, в результаті адміністративно-територіальної реформи та ліквідації Валківського району, селище увійшло до складу Богодухівського району.

## Населення
Згідно з переписом УРСР 1989 року чисельність наявного населення села становила 521 особа, з яких 241 чоловік та 280 жінок.
За переписом населення України 2001 року в селі мешкала 541 особа.

### Мова
Розподіл населення за рідною мовою за даними перепису 2001 року:
| Мова       | Відсоток |
| ---------- | -------- |
| українська | 95,06 %  |
| російська  | 4,39 %   |
| білоруська | 0,18 %   |
| інші       | 0,37 %   |